# Neomochtherus albiventris
Neomochtherus albiventris là một loài ruồi trong họ Asilidae. Neomochtherus albiventris được Villeneuve miêu tả năm 1920.